# Night Is the New Day
Night Is the New Day (с англ. — «Ночь — это новый день») — восьмой студийный альбом метал-группы Katatonia. Был выпущен 2 ноября 2009 года в Европе и 10 ноября 2009 года в Северной Америке на Peaceville Records. Было записано 13 композиций, 11 из которых представлены на альбоме. Группа описала альбом следующим образом: «Наш наиболее разнообразный и, возможно, самый сильный материал собран на одном альбоме». Композиция «Idle Blood» имела рабочее название «Kozelek» в честь Марка Козелека, участника группы Red House Painters, которая является одним из вдохновителей группы. Последний релиз Katatonia с братьями Норрман в составе.

## Релиз и восприятие
| Оценки критиков | Оценки критиков |
| Источник        | Оценка          |
| --------------- | --------------- |
| About.com       | [ 5 ]           |
| Allmusic        | [ 6 ]           |
| Blabbermouth    | [ 7 ]           |
| PopMatters      | [ 8 ]           |
| Rock Sound      | 9/10            |
| Sputnikmusic    | 4/5             |

Night Is the New Day был продан в количестве более 2000 копий в США в первую неделю после релиза. Композиций «Day and Then the Shade» является первым синглом, который был выпущен в конце 2009 года. Промо-видео для этой песни было срежисcированно Лассе Хойле.

## Музыкальный стиль
Night Is the New Day демонстрирует расширение музыкальной палитры группы. Альбом имеет немного более прогрессивное звучание, чем альбом The Great Cold Distance, но сохраняет тяжесть и мрачную атмосферу с важной ролью электроники и синтезаторов. Большие, тяжёлые части разбавлены тихой, мрачной электроникой и акустической гитарой. Каждая песня часто преобразуется, меняет темп, интенсивность и звучание. Композиция «Forsaker» начинается агрессивно, но вскоре низко настроенные метал-аккорды меняются на гармонирующее дарквейв-звучание. В «The Longest Year» переплетаются синти-поп и метал-отрывки, в то время как акустический стиль «Idle Blood» сравним с Opeth и Porcupine Tree. «Nephilim» объединяет нестройный минорный аккорд с медленным и тяжёлым ритмом и гнетущую атмосферу. Сингл «Day and Then the Shade» одновременно и тяготящий и тяжёлый, и атмосферный и прогрессивный.

## Отзывы критиков
Альбом в основном был положительно оценён критиками. Интернет-журналом PopMatters был назван вторым лучшим метал-альбомом 2009 года.

## Список композиций
Все тексты написаны Йонасом Ренксе, вся музыка написана Katatonia.
| №                   | Название                 | Длительность |
| ------------------- | ------------------------ | ------------ |
| 1.                  | «Forsaker»               | 4:05         |
| 2.                  | «The Longest Year»       | 4:39         |
| 3.                  | «Idle Blood»             | 4:23         |
| 4.                  | «Onward into Battle»     | 3:51         |
| 5.                  | «Liberation»             | 4:18         |
| 6.                  | «The Promise of Deceit»  | 4:17         |
| 7.                  | «Nephilim»               | 4:27         |
| 8.                  | «New Night»              | 4:27         |
| 9.                  | «Inheritance»            | 4:30         |
| 10.                 | «Day and Then the Shade» | 4:27         |
| 11.                 | «Departer»               | 5:28         |
| Общая длительность: | Общая длительность:      | 48:33        |

| №   | Название                                   | Длительность |
| --- | ------------------------------------------ | ------------ |
| 12. | «Ashen»                                    | 4:09         |
| 13. | «Sold Heart»                               | 4:36         |
| 14. | «Day & Then the Shade (Frank Default Mix)» | 5:39         |
| 15. | «Idle Blood (Linje 14)»                    | 3:23         |

| №                   | Название                 | Длительность |
| ------------------- | ------------------------ | ------------ |
| 1.                  | «Forsaker»               | 4:05         |
| 2.                  | «The Longest Year»       | 4:39         |
| 3.                  | «Idle Blood»             | 4:23         |
| 4.                  | «Onward into Battle»     | 3:51         |
| 5.                  | «Liberation»             | 4:18         |
| 6.                  | «The Promise of Deceit»  | 4:17         |
| 7.                  | «Nephilim»               | 4:27         |
| 8.                  | «New Night»              | 4:27         |
| 9.                  | «Inheritance»            | 4:30         |
| 10.                 | «Day and Then the Shade» | 4:27         |
| 11.                 | «Ashen»                  | 4:09         |
| 12.                 | «Departer»               | 5:28         |
| Общая длительность: | Общая длительность:      | 52:49        |

## Участники записи
Katatonia
- Йонас Ренксе — вокал, продакшн
- Андерс Нюстрём — соло-гитара, продакшн
- Фредрик Норрман — ритм-гитара
- Маттиас Норрман — бас-гитара
- Даниэль Лильеквист — ударные

Производственный персонал
- Кристер Линдер — вокал на «Departer»[14]
- Frank Default — клавишные, струнные и ударные[15]
- Дэвид Кастилло — продакшн